# Ернест Бандровський
Ерне́ст Ти́тус Бандро́вський (пол. Ernest Tytus Bandrowski; 3 січня 1853, м. Рава-Руська, нині Львівська область — 28 листопада 1920, м. Краків, Польща) — польський вчений-хімік, громадський діяч. Доктор філософії (Львів, 1877), доктор хімії (Краків, 1880). Член Польської АМ у Кракові (1894).

## Біографія
Син Міхала, брат Юліуша Мар'яна — лікаря, публіциста.
Навчався в гімназіях: при монастирі оо. Василіян у Бучачі, цісарсько-королівській у Станиславові. У Львові закінчив у 1874 році філософський виділ. Від 1882 — професор хімії Технічно-промислової академії в Кракові, згодом декан факультету Ягайлонського університету (1882—1920). З травня 1894 року — обраний член-кореспондент математично-природничого відділу Польської Академії наук. Після смерті Яна Роттера став директором Промислової школи в Кракові (давнішньої Академії). Від 1908 — посол Галицького крайового сейму; у 1915—1918 роках — призначений, від 8 лютого 1919 року — обраний першим віце-президентом Кракова.
Автор «Загальної хімії» у 2-х т. (1891, 1893), «Проекту термінології органічної хімії» (1907).
Батько співачки Еви, двох синів.
Помер 28 листопада 1920 року в м. Краків, Польща.

## Нагороди
У 1898 році нагороджений лицарським хрестом ордена Франца Йосифа.